# Henchir En Nebch
Henchir En Nebch és un fortí amb qualificació de jaciment arqueològic de la governació de Médenine, delegació de Ben Guerdane, prop de les viles de Chahbania i de Nefatia, a uns 35 km al sud-est de Médenine, en una zona amb nombrosos henchir.